# Cameron Chalmers
Cameron Chalmers (né le 6 février 1997 à Sainte-Marie-du-Câtel, Guernesey) est un athlète britannique, spécialiste du 400 mètres. Il est le frère cadet de Alastair Chalmers , lui aussi un athlète.

## Biographie
Il remporte la médaille d'or du relais 4 × 400 mètres lors des Championnats d'Europe espoirs 2017.

## Palmarès
| Date | Compétition                       | Lieu      | Résultat | Épreuve   | Temps         |
| ---- | --------------------------------- | --------- | -------- | --------- | ------------- |
| 2017 | Championnats d'Europe par équipes | Lille     | 9e       | 4 x 400 m | 3 min 07 s 49 |
| 2017 | Championnats d'Europe espoirs     | Bydgoszcz | 4e       | 400 m     | 46 s 29       |
| 2017 | Championnats d'Europe espoirs     | Bydgoszcz | 1er      | 4 × 400 m | 3 min 03 s 65 |
| 2018 | Championnats d'Europe             | Berlin    | 2e       | 4 x 400 m | séries        |
| 2019 | Championnats d'Europe espoirs     | Gävle     | 2e       | 400 m     | 45 s 92       |
| 2019 | Championnats d'Europe espoirs     | Gävle     | 2e       | 4 x 400 m | 3 min 4 s 59  |

## Records
| Épreuve    | Épreuve      | Temps   | Lieu      | Date            |
| ---------- | ------------ | ------- | --------- | --------------- |
| 400 mètres | En plein air | 45 s 64 | Bedford   | 18 juin 2017    |
| 400 mètres | En salle     | 46 s 91 | Sheffield | 19 février 2017 |